# Příčná plachta

Příčná plachta

Příčná plachta je čtyřcípá plachta, používaná na plachetnicích s příčnou takeláží. Horním lemem je upevněna k ráhnu, které je přichyceno ke stěžni či k čelenu a volnými cípy je upevněna pomocí otěží k ráhnu nižší plachty nebo pažení boků lodi.
Příčné plachty jsou nejúčinnější při zadobočním větru. Nedají se používat k většímu stoupání proti větru a proto bývají doplněny podélnými plachtami – stěhovkami (kosatkou) a alespoň jednou vratiplachtou nebo latinskou plachtou na zadním stěžni.

## Lanoví

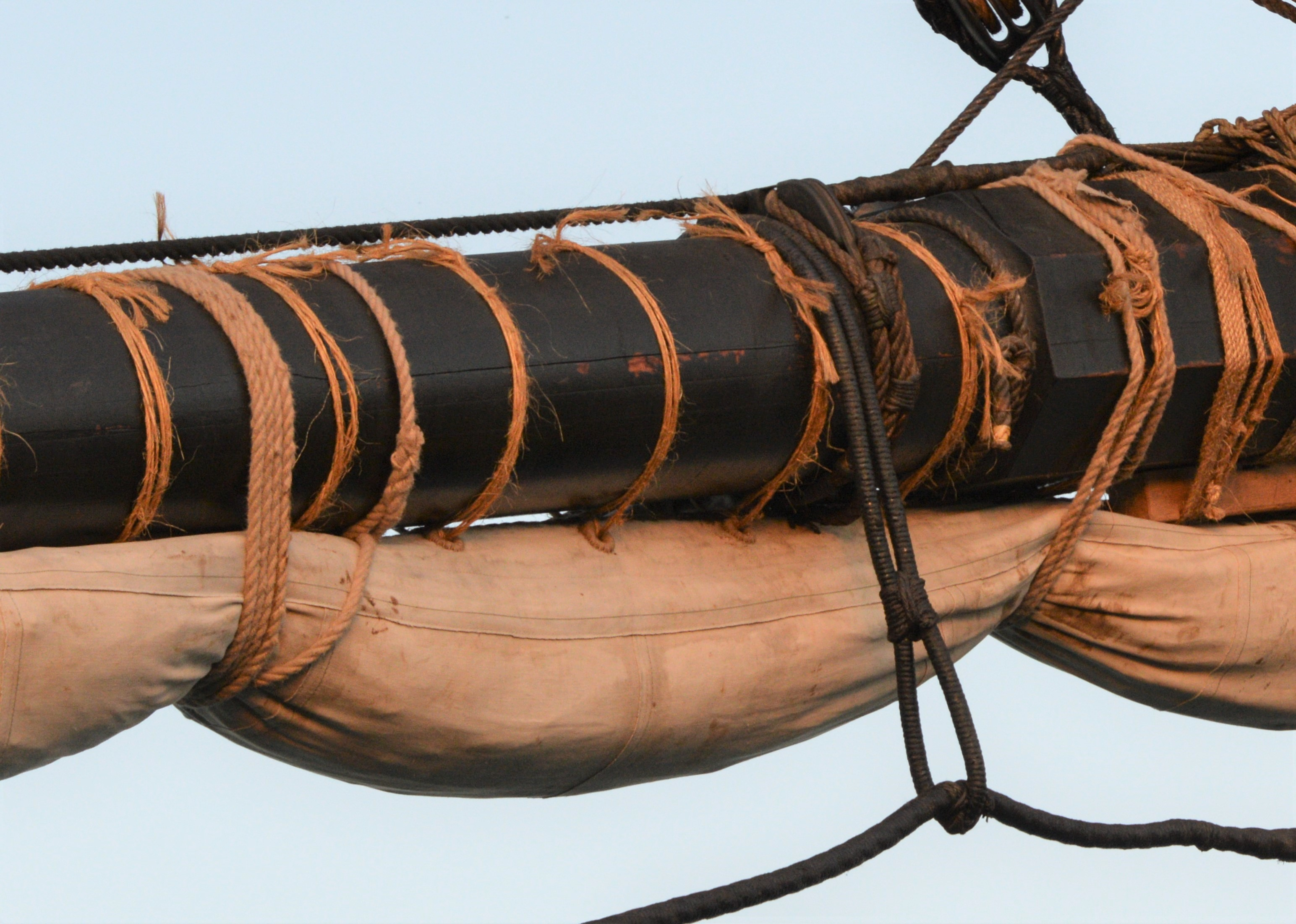
Detail přišněrování plachty k ráhnu (tenčí šňůry) a jejího zagasketování (na obrázku dvě gaskety omotané kolem ráhna a plachty)

Ráhno příčné plachty je natáčeno do stran pomocí dvojice ráhnových otěží (zvratičky), vytahováno a spouštěno pomocí ráhnové zdviže (výtah) a drženo v horizontální poloze pomocí dvojice závěsníků (topenant).
Hlava plachty je přišněrována k ráhnu šňůrami, které prochází poutky v hlavě plachty a jsou omotané kolem ráhna (tradiční způsob), nebo (u moderních plachetnic) jsou přivázané ke stěhu nebo ocelovému prutu nad ráhnem.
Ráhnová plachta je napínána za dolní rohy (cípy) pomocí dvojice otěží (u otěží, které vedou dozadu k trupu lodě může být dolní roh plachty vypínán dopředu halžemi), skasávána pomocí rohových kasounů a skasalnic (kasalnic) a její boční lem může být napínán směrem k přídi pomocí bulin. Skasaná plachta se pro ještě další zmenšení plochy svazuje gasketami. Pro refování může být plachta vybavena refovacími lanky.